# Paddy Kenny
Patrick Joseph Kenny – detto Paddy – (Halifax, 17 maggio 1978) è un allenatore di calcio ed ex calciatore irlandese, di ruolo portiere.

## Carriera

### Club
Nel 1997 debutta nel calcio professionistico con la maglia del Bradford, prima di venire acquistato dal Bury nell'agosto del 1998. Nel marzo del 1999 andò in prestito alla squadra di Northern Premier League del Whitby Town. Concluso il prestito, giocò con il Bury per quattro stagioni, poi nel 2002 passò allo Sheffield United.
Inizialmente Kenny andò in prestito al nuovo club per sostituire l'infortunato Simon Tracey, poi l'allenatore dello Sheffield Neil Warnock decise di acquistarlo a titolo definitivo. L'esordio con la maglia dei Blades avvenne nell'agosto del 2002 in una sconfitta per 2-1 in casa del Coventry City. Nel 2003, al termine della stagione, Kenny venne votato come miglior giocatore del club da parte dei tifosi, mentre nel 2006 ottenne la promozione in Premier League parando ben quattro rigori durante il campionato.
Nonostante le buone prestazioni durante la stagione 2006/2007, Kenny non riuscì a evitare la retrocessione della squadra. Nel 2008, a seguito di un ritardo a un allenamento e ad alcune incomprensioni con la dirigenza del club, Kenny venne messo in vendita, ma nel giro di poco tempo la situazione si risolse e Kenny firmò un prolungamento del contratto. Alla fine della stagione 2008-2009 lo Sheffield raggiunse la finale di play off della Championship, ma venne sconfitto mancando così la promozione.
Poco dopo la firma del nuovo contratto, Kenny venne trovato positivo all'efedrina, subendo una squalifica di nove mesi. Lo Sheffield, terminata la squalifica, acconsentì comunque a siglare con Kenny un nuovo contratto.
Il 7 giugno 2010, dopo 8 stagioni con i Blades, Kenny venne ceduto al club di Championship del Queens Park Rangers. Kenny divenne subito il portiere titolare del QPR, riuscendo a non subire reti nelle prime tre gare con la nuova maglia. Al termine di quella stagione Kenny venne votato come miglior giocatore del campionato sia dai colleghi calciatori che dai tifosi.
Per la stagione 2014-2015 non prende parte al ritiro del Leeds per decisione del presidente Massimo Cellino che lo esclude dalla rosa per motivi scaramantici, in quanto il portiere è nato di giorno 17.

### Nazionale
Nonostante sia nato in Inghilterra, Kenny ha scelto di giocare con l'Eire in quanto entrambi i genitori hanno ascendenze irlandesi. L'allora commissario tecnico Brian Kerr lo ha convocato per la prima volta nel 2004 e lo ha fatto esordire in un'amichevole vinta contro la Giamaica per 1-0.
Tra il 2004 e il 2006 ha giocato 7 volte in Nazionale, prima di ritirarsi dal calcio internazionale. A partire dal 2008 si è dichiarato nuovamente disponibile per una convocazione in Nazionale.

## Statistiche

### Presenze e reti nei club
Statistiche aggiornate al 13 maggio 2012.
| Stagione             | Squadra              | Campionato           | Campionato | Campionato | Coppe nazionali | Coppe nazionali | Coppe nazionali | Coppe continentali | Coppe continentali | Coppe continentali | Altre coppe | Altre coppe | Altre coppe | Totale | Totale |
| Stagione             | Squadra              | Comp                 | Pres       | Reti       | Comp            | Pres            | Reti            | Comp               | Pres               | Reti               | Comp        | Pres        | Reti        | Pres   | Reti   |
| -------------------- | -------------------- | -------------------- | ---------- | ---------- | --------------- | --------------- | --------------- | ------------------ | ------------------ | ------------------ | ----------- | ----------- | ----------- | ------ | ------ |
| 1998-1999            | Bury                 | FD                   | 0          | 0          | FACup+CdL       | 0+1             | -1              | -                  | -                  | -                  | -           | -           | -           | 1      | -1     |
| 1999-2000            | Bury                 | SD                   | 46         | -64        | FACup+CdL       | 4+2             | -4 + -2         | -                  | -                  | -                  | FLT         | 1           | -2          | 53     | -72    |
| 2000-2001            | Bury                 | SD                   | 46         | -59        | FACup+CdL       | 2+2             | -2 + -4         | -                  | -                  | -                  | FLT         | 3           | -4          | 21     | -69    |
| 2001-2002            | Bury                 | SD                   | 41         | -69        | FACup+CdL       | 1+1             | -1 + -3         | -                  | -                  | -                  | FLT         | 1           | 0           | 44     | -73    |
| Totale Bury          | Totale Bury          | Totale Bury          | 133        | -192       |                 | 13              | -17             |                    | -                  | -                  |             | 5           | -6          | 151    | -215   |
| 2002-2003            | Sheffield Utd        | FD                   | 45+3       | -50 + -7   | FACup+CdL       | 4+7             | -1 + -6         | -                  | -                  | -                  | -           | -           | -           | 59     | -64    |
| 2003-2004            | Sheffield Utd        | FD                   | 27         | -30        | FACup+CdL       | 4+1             | -1 + -1         | -                  | -                  | -                  | -           | -           | -           | 32     | -32    |
| 2004-2005            | Sheffield Utd        | FLC                  | 40         | -47        | FACup+CdL       | 5+3             | -4 + -3         | -                  | -                  | -                  | -           | -           | -           | 48     | -54    |
| 2005-2006            | Sheffield Utd        | FLC                  | 46         | -46        | FACup+CdL       | 0               | 0               | -                  | -                  | -                  | -           | -           | -           | 46     | -46    |
| 2006-2007            | Sheffield Utd        | PL                   | 34         | -46        | FACup+CdL       | 0               | 0               | -                  | -                  | -                  | -           | -           | -           | 34     | -46    |
| 2007-2008            | Sheffield Utd        | FLC                  | 40         | -48        | FACup+CdL       | 4+3             | -2 + -3         | -                  | -                  | -                  | -           | -           | -           | 47     | -53    |
| 2008-2009            | Sheffield Utd        | FLC                  | 44+3       | -37 + -2   | FACup+CdL       | 2+1             | -3 + -6         | -                  | -                  | -                  | -           | -           | -           | 50     | -48    |
| 2009-2010            | Sheffield Utd        | FLC                  | 2          | 0          | FACup+CdL       | 0               | 0               | -                  | -                  | -                  | -           | -           | -           | 2      | 0      |
| Totale Sheffield Utd | Totale Sheffield Utd | Totale Sheffield Utd | 278+6      | -304 + -9  |                 | 34              | -30             |                    | -                  | -                  |             | -           | -           | 318    | -343   |
| 2010-2011            | QPR                  | FLC                  | 44         | -30        | FACup+CdL       | 1+1             | -1 + -3         | -                  | -                  | -                  | -           | -           | -           | 46     | -34    |
| 2011-2012            | QPR                  | PL                   | 33         | -59        | FACup+CdL       | 2+0             | -1              | -                  | -                  | -                  | -           | -           | -           | 35     | -60    |
| Totale QPR           | Totale QPR           | Totale QPR           | 77         | -89        |                 | 4               | -5              |                    | -                  | -                  |             | -           | -           | 81     | -94    |
| 2012-2013            | Leeds                | FLC                  | 46         | -66        | FACup+CdL       | 0+1             | 0               | -                  | -                  | -                  | -           | -           | -           | 47     | -66    |
| 2013-2014            | Leeds                | FLC                  | 30         | -39        | FACup+CdL       | 1+3             | -2 + -4         | -                  | -                  | -                  | -           | -           | -           | 34     | -45    |
| Totale Leeds         | Totale Leeds         | Totale Leeds         | 76         | -105       |                 | 5               | -6              |                    | -                  | -                  |             | -           | -           | 81     | -111   |
| Totale carriera      | Totale carriera      | Totale carriera      | 570        | -699       |                 | 56              | -58             |                    | -                  | -                  |             | 5           | -6          | 631    | -763   |

### Cronologia presenze in Nazionale
| Cronologia completa delle presenze e delle reti in nazionale ― Irlanda | Cronologia completa delle presenze e delle reti in nazionale ― Irlanda | Cronologia completa delle presenze e delle reti in nazionale ― Irlanda | Cronologia completa delle presenze e delle reti in nazionale ― Irlanda | Cronologia completa delle presenze e delle reti in nazionale ― Irlanda | Cronologia completa delle presenze e delle reti in nazionale ― Irlanda | Cronologia completa delle presenze e delle reti in nazionale ― Irlanda | Cronologia completa delle presenze e delle reti in nazionale ― Irlanda |
| Data                                                                   | Città                                                                  | In casa                                                                | Risultato                                                              | Ospiti                                                                 | Competizione                                                           | Reti                                                                   | Note                                                                   |
| ---------------------------------------------------------------------- | ---------------------------------------------------------------------- | ---------------------------------------------------------------------- | ---------------------------------------------------------------------- | ---------------------------------------------------------------------- | ---------------------------------------------------------------------- | ---------------------------------------------------------------------- | ---------------------------------------------------------------------- |
| 31-3-2004                                                              | Dublino                                                                | Irlanda                                                                | 2 – 1                                                                  | Rep. Ceca                                                              | Amichevole                                                             | -                                                                      | 81’                                                                    |
| 2-6-2004                                                               | Londra                                                                 | Irlanda                                                                | 1 – 0                                                                  | Giamaica                                                               | Amichevole                                                             | -                                                                      |                                                                        |
| 18-8-2004                                                              | Dublino                                                                | Irlanda                                                                | 1 – 1                                                                  | Bulgaria                                                               | Amichevole                                                             | -                                                                      | 71’                                                                    |
| 16-11-2004                                                             | Dublino                                                                | Irlanda                                                                | 1 – 0                                                                  | Croazia                                                                | Amichevole                                                             | -                                                                      | 77’                                                                    |
| 29-3-2005                                                              | Dublino                                                                | Irlanda                                                                | 1 – 0                                                                  | Cina                                                                   | Amichevole                                                             | -                                                                      |                                                                        |
| 16-8-2006                                                              | Dublino                                                                | Irlanda                                                                | 0 – 4                                                                  | Paesi Bassi                                                            | Amichevole                                                             | -4                                                                     |                                                                        |
| 7-10-2006                                                              | Strovolos                                                              | Cipro                                                                  | 5 – 2                                                                  | Irlanda                                                                | Qual. Euro 2008                                                        | -5                                                                     |                                                                        |
| Totale                                                                 |                                                                        | Presenze                                                               | 7                                                                      |                                                                        | Reti                                                                   | -9                                                                     |                                                                        |

## Palmarès

### Club

#### Competizioni nazionali
- Football League Championship: 1

QPR: 2010-2011